# دبرا ویلسون
دبرا ویلسون (انگلیسی: Debra Wilson؛ زادهٔ ۲۶ آوریل ۱۹۶۲) یک هنرپیشه، و صدا پیشه اهل ایالات متحده آمریکا است. وی از سال ۱۹۹۲ میلادی تاکنون مشغول فعالیت بوده‌است.
او در فیلم بن‌بست، اگر می‌دانستم یک نابغه هستم و ماجراهای کریسمس بازی کرده‌است.